# Церемонія відкриття зимових Олімпійських ігор 2022
39°59′30″ пн. ш. 116°23′26″ сх. д. / 39.991666666667° пн. ш. 116.39055555556° сх. д.
Церемонія відкриття Зимових Олімпійських ігор 2022 року відбулася 4 лютого 2022 року на Пекінському національному стадіоні, Китай. Згідно з Олімпійською хартією, очікується, що офіційне та урочисте відкриття цього міжнародного спортивного заходу, включаючи вітальні промови, підняття прапорів і парад спортсменів, поєднуватиме художнє видовище, щоб продемонструвати зимову культуру країни-господаря та новітню історію. Очікується, що офіційно відкриє Ігри Сі Цзіньпін, генеральний секретар Комуністичної партії Китаю та президент Китайської Народної Республіки .
Очікується, що режисером церемонії відкриття стане режисер і продюсер Чжан Їмоу, який раніше керував церемоніями відкриття та закриття літніх Олімпійських ігор 2008 року — перших Олімпійські ігор, проведених у Китаї.

## Тема та концепція
Теми церемонії відкриття:
- Прагнення Китаю і його бажання прагнути до миру у всьому світі
- Олімпійський девіз «Швидше, вище, сильніше — разом»
- Гасло Зимових ігор у Пекіні «Разом заради спільного майбутнього»[4]

## Очікується, що будуть присутні високопоставлені особи

### Ключова команда церемонії
- Чжан Їмоу – директор церемонії відкриття

#### Диктори
- TBD – французька
- Цзі Сяоцзюнь – англійська
- TBD – мандаринська китайська

### Підготовка
Завершальний етап підготовки до заходу та етапи виступів у «Пташиному гнізді» були завершені у жовтні. 22 січня 2022 року відбулася повномасштабна генеральна репетиція, у ній взяли участь приблизно 4000 учасників. Інші три репетиції відбулися 27, 28 січня та 2 лютого 2022 року відповідно.

## Церемонія

### Виступ перед шоу
30-хвилинний виступ перед шоу розпочався о 19:30, за участю танцюристів у віці від п’яти до понад 70 років. Окрім живих виступів, люди з інших міст Китаю долучилися до виступів перед шоу через відеозапис. Виступ перед шоу проводять переважно жителі Пекіна та провінції Хебей, демонструючи пристрасть китайського народу до вітання зимових Олімпійських ігор.
О 20:00 на сцені після 30-хвилинних виступів з’явилися слова «过年好» та «З китайським Новим роком», що символізує гостинність Китаю та святкування традиційного китайського фестивалю.

### Церемонія відкриття
Цай Ці, президент оргкомітету зимових Олімпійських ігор 2022, першим подякував і привітав спортсменів, висловивши слова миру та єдності. Потім президент МОК Томас Бах виголосив свою промову, в якій подякував Китаю за гостинність та висловив подяку медикам, які ведуть боротьбу із глобальною пандемією COVID-19.
Сотні дітей пробігали через Пташине гніздо, оточуючи величезну сніжинку у формі серця під час співу. Більша сніжинка складалася з дев'яноста одного плаката, об'єднаного в середині каліграфічних «оливкових гілок», що позначали людей, які живуть у мирі та злагоді. Для співаків хору та дітей, які тримають голубів, були розроблені окремі костюми. Костюм для співаків уособлював сніжинки та традиційну китайську синьо-білу порцеляну, а для дітей, які тримали голубів, черпав натхнення з традиційних вирізаних з паперу, творів мистецтва провінції Хебей.
Двоє китайських спортсменів, Дінігер Іламуцзян та Чжао Цзявен, запалили олімпійський вогонь у чаші, що має форму великої сніжинки, складеної з менших сніжинок з назвами країн-учасниць. NPR описав вибір Іламуцзяна як політичну заяву Китаю щодо США та інших представників міжнародної спільноти, які «закликали Пекін за його репресивну політику щодо уйгурської меншини в Сіньцзяні».

### Високопоставлені особи приймаючої нації
- Китайська Народна Республіка — 
  - Сі Цзіньпін, генеральний секретар Комуністичної партії Китаю, голова Китайської Народної Республіки та Голова Центральної військової комісії (Китай)[10]
  - Цай Ці, секретар комуністичної партії Пекіна, виконавчий президент Пекіна 2022[11]

### Міжнародні високопоставлені особи
- Аргентина — Альберто Фернандес, Президент Аргентини[12][13]
- Азербайджан — Алі Ахмедов, Віце-прем'єр-міністр Азербайджану[10]
- Боснія і Герцеговина — Зоран Тегелтія, прем'єр-міністр Боснії і Герцеговини[10]
- Камбоджа — Сіамоні Нородом, король Камбоджі[14]
- Еквадор — Гільєрмо Лассо, Президент Еквадору[10]
- Єгипет — Абдель Фаттах Ас-Сісі, Президент Єгипту[10]
- Франція — Роксана Марачіняну, міністр молоді та спорту[15]
- Греція — Кіріакос Міцотакіс, Прем'єр-міністр Греції[16]
- Іран — Хамід Саджаді, міністр спорту та молоді та Реза Салехі Амірі, президент Національний олімпійський комітет Ісламської Республіки Іран[17]
- Японія — Сейко Хашимото, президент оргкомітету Олімпійських і Паралімпійських ігор у Токіо 2020 року[18] Ямасіта Ясухіро, Президент Олімпійського комітету Японії[19] і Кадзуюкі Морі, голова Паралімпійського комітету Японії[20]
- Казахстан — Токаєв Касим-Жомарт Кемельович, Президент Казахстану[21][22][23]
- Киргизстан — Садир Жапаров, Президент Киргизстану[24]
- Південна Корея — Ю Юн Хе, Віце-прем'єр-міністр Південної Кореї[25]; Hwang Hee, Ministry of Culture, Sports and Tourism[26], and Park Byeong-seug, Speaker of the National Assembly of South Korea[27]
- Латвія — Майя Маніка, посол Латвії в Китаї[28]
- Люксембург — Анрі Великий герцог Люксембурзький[10]
- Монголія — Лувсаннамсраїн Оюун-Ердене, Прем'єр-міністр Монголії[29]
- Монако — Альбер II, князь Монако[10]
- Пакистан — Імран Хан, Прем'єр-міністр Пакистану[30] and Fahmida Mirza, Minister for Inter-provincial Coordination (IPC)[31]
- Філіппіни — Родріго Дутерте, Президент Філіппін (не підтверджено)
- Папуа Нова Гвінея — Джеймс Марапе, Прем'єр-міністр Папуа Нова Гвінея[10]
- Польща — Анджей Дуда, Президент Польщі[32]
- Катар — Тамім бін Хамад Аль Тані, Емір Катару[10]
- Румунія — Міністр спорту Едуард Новак[33]
- Росія — Володимир Путін, Президент Росії[34]
- Саудівська Аравія — Мухаммед ібн Салман, Наслідний принц Саудівської Аравії[10]
- Сербія — Александар Вучич, Президент Сербії[10]
- Сінгапур — Халіма Якоб, Президент Сінгапуру[10]
- Тайланд — Сіріндхорн[35]
- Таджикистан — Емомалі Рахмон, Президент Таджикистану[36]
- Туркменістан — Бердимухамедов Гурбангули Мялікгулийович, Президент Туркменістану[36]
- Об'єднані Арабські Емірати — Мохамед бін Заїд Аль Нахайян, наслідний принц Абу-Дабі[10]
- Узбекистан — Мірзійоєв Шавкат Міромонович, Президент Узбекистану[36]

### Почесні особи з міжнародних організацій
- Міжнародний олімпійський комітет
  - Томас Бах, президент Міжнародного олімпійського комітету[37]
  - Пан Гі Мун, голова комісії з етики МОК і колишній генеральний секретар ООН[38]
- [[Файл:Шаблон:Прапор IPC|20x13px|IPC]] Міжнародний паралімпійський комітет
  - Очікувалося, що буде присутній Ендрю Парсонс, але він не зміг бути присутнім, оскільки за тиждень до церемонії відкриття у нього був позитивний тест на COVID-19.[39]
- Об'єднані Нації
  - Антоніу Гутерріш, Генеральний секретар Організації Об'єднаних Націй[40]
  - Абдулла Шахід, президент Генеральної Асамблеї ООН[41]
- Всесвітня організація охорони здоров'я — Тедрос Адханом Гебрейесус, генеральний директор Всесвітньої організації охорони здоров'я[10]
- Шанхайська організація співробітництва — Чжан Мін, генеральний секретар Шанхайської організації співробітництва[10]
- [[Файл:|20x13px|border |alt=|link=]]Всесвітня організація інтелектуальної власності — Дарен Тан, генеральний секретар Всесвітньої організації інтелектуальної власності
- Новий банк розвитку — Маркос Прадо Тройо, президент Нового банку розвитку[10]

## Гімни
- National Anthem of China
- Olympic Anthem